# Selenophorus famulus
Selenophorus famulus är en skalbaggsart som beskrevs av Leconte. Selenophorus famulus ingår i släktet Selenophorus och familjen jordlöpare. Inga underarter finns listade i Catalogue of Life.